# Manorina
Manorina là một chi chim trong họ Meliphagidae.

## Các loài
- Manorina flavigula
- Manorina melanocephala
- Manorina melanophrys
- Manorina melanotis